# دفيد فونتوش
دفيد فونتوش (بالإنجليزية: David Feintuch)‏ (و. 1944 – 2006 م) هو مؤلف، وروائي، وكاتب، وكاتب خيال علمي أمريكي، ولد في نيويورك، توفي في ميسون، عن عمر يناهز 62 عاماً.

## جوائز
حصل على جوائز منها:
- جائزة المنافسة العامة  [لغات أخرى]‏ (1946)
- قائد الفنون والآداب